# Samuel Trives
Samuel Trives Trejo, född 8 november 1972 i Madrid, är en spansk tidigare handbollsspelare (högersexa). Han spelade bland annat för BM Ciudad Real och BM Alcobendas i den spanska ligan Liga Asobal.

## Klubbar
- Club Juventud Alcalá
- Teka Cantabria (–1996)
- BM Ciudad Real (1996–2005)
- BM Alcobendas (2005–2010)

## Trophies
- 94/95 Copa del Rey: Winners
- 94/95 Liga Asobal: Winners
- 01/02 Cup Winners' Cup: Winners
- 02/03 Cup Winners' Cup: Winners
- 02/03 Copa del Rey: Winners
- 03/04 Liga Asobal: Winners
- 03/04 Copa Asobal: Winners
- 04/05 Supercopa of Spain: Winners